# Larry Coryell
Larry Coryell (Galveston, 2 de abril de 1943 – Nova Iorque, 19 de fevereiro de 2017) foi um guitarrista de jazz estadunidense.

## Discografia selecionada
- Bob Moses: Love Animal (1967-68)
- Herbie Mann: Memphis Underground (1968, com Sonny Sharrock)
- Barefoot Boy (1969)
- Larry Coryell at the Village Gate (1971)
- The Real Great Escape (1973)
- Introducing Eleventh House (1974)
- The Restful Mind (1975, com Ralph Towner, Glen Moore, Collin Walcott)
- The Eleventh House - Aspects (1976)
- Philip Catherine/Coryell: Twin House (1976)
- Charles Mingus: Three or Four Shades of Blue (1977)
- The Eleventh House at Montreux (1978)
- Together (1985, com Emily Remler)
- Private Concert (Live) (1999)
- Tricycles (2004)
- Traffic (com Lenny White and Victor Bailey, 2006)

## Videografia
- 1979 - "Meeting of the Spirits". Performance ao vivo em Londres com Larry, John McLaughlin, e Paco de Lucia.
- 1999 - L. Subramaniam: Violin From the Heart.  Dirigido por Jean Henri Meunier.
- 2004 - "Three Guitars: Paris Concert". Performance ao vivo com Larry, Badi Assad, e John Abercrombie.
- 2005 - "Super Guitar Trio and Friends in Concert". Performance ao vivo com Larry, Al Di Meola, e Biréli Lagrène.
- 2007 - "Super Guitar Trio: Live in Montreux"- Live performance featuring Coryell, Al Di Meola, and Biréli Lagrène.
- 2007 - "Larry Coryell: A Retrospective (a sequel to his story)". Performance ao vivo gravado em 12 de outubro de 2005 no Avalon Theater em Hollywood, CA.